# Австралийски странник
Австралийските странници (Pedionomus torquatus) са вид птици, единствен представител на род Pedionomus и семейство Pedionomidae.
Те са критично застрашен вид и се срещат само в няколко обособени области в югоизточната част на Австралия. Обитават полупустинни и степни области са разкъсана тревиста растителност. Достигат дължина от 15 – 19 сантиметра и живеят на повърхността на земята, като много трудно летят.